# Břevniště
Břevniště (něm. Merzdorf) je vesnice, část obce Hamr na Jezeře v okrese Česká Lípa. Nachází se asi 2,5 km na severovýchod od Hamru na Jezeře. Prochází zde silnice II/278. Je zde evidováno 72 adres. Trvale zde žije 181 obyvatel.
Břevniště leží v katastrálním území Břevniště pod Ralskem o rozloze 6,06 km2.

## Historie a současnost
Břevniště byla v letech 1869–1965 samostatná obec, od 5. srpna 1994 je částí města Stráž pod Ralskem. V roce 1993 byla současným starostou obce Milanem Dvořákem sepsána s občany Hamru na Jezeře petice a Břevniště bylo poté připojeno k obci Hamr na Jezeře, který byl v té době již samostatnou obcí. Od roku 1994 jsou obě obce sloučeny a patří do samostatné působnosti obce Hamr na Jezeře. Břevniště mělo v minulosti převážně zemědělský charakter, byl zde i velký statek a několik zemědělských usedlostí. V současné době se již zemědělství v obci neprovozuje, statek byl po roce 1989 zrušen a dnes je v jeho prostoru solární elektrárna. Obec se snaží navázat na rozvíjející se turistický ruch z vedlejší obce Hamr na Jezeře a bylo zde zřízeno již i několik penzionů. V obci se dochoval malebný obecní hřbitov, kde jsou pochování starousedlíci z doby, kdy bylo Břevniště ještě sudetskou obcí s původním německým obyvatelstvem.
V roce 2011 v Břevništi na silnici II/278 musel být vybudován nový most, neboť starý byl značně poničen kamionovou dopravou a poškozeny byly i vedlejší komunikace.

## Plány rozvoje
V roce 2008 byl zastupitelstvem obce Hamr na Jezeře pro obec Břevniště schválen historicky první územní plán obce, který  Břevništi zaručuje významný a značný rozvoj v oblasti výstavby rodinných domů a infrastruktury a tímto rozšíření počtu jejich obyvatel. Do budoucna by mělo plánovanou výstavbou a zástavbou dojít k propojení obou místních částí Břevnitě - Útěchovice s obcí Hamr na Jezeře.[zdroj?]

## Pamětihodnosti
- Útěchovická tvrz – ruiny původně gotické tvrze Blektů z Útěchovic v areálu někdejšího poplužního dvora mezi Útěchovicemi a Břevništěm
- Lidová architektura – památkově chráněné roubené domy

- Krogmanův dub – památný strom (dub letní) ve východní části vesnice, vpravo od silnice na Osečnou (50°42′42″ s. š., 14°52′38″ v. d.)
- Pomník učiteli Josefu Klausovi, který byl oceněn československou vládou za pomoc při repatriaci 40 000 zajatců po skončení první světové války

## Galerie

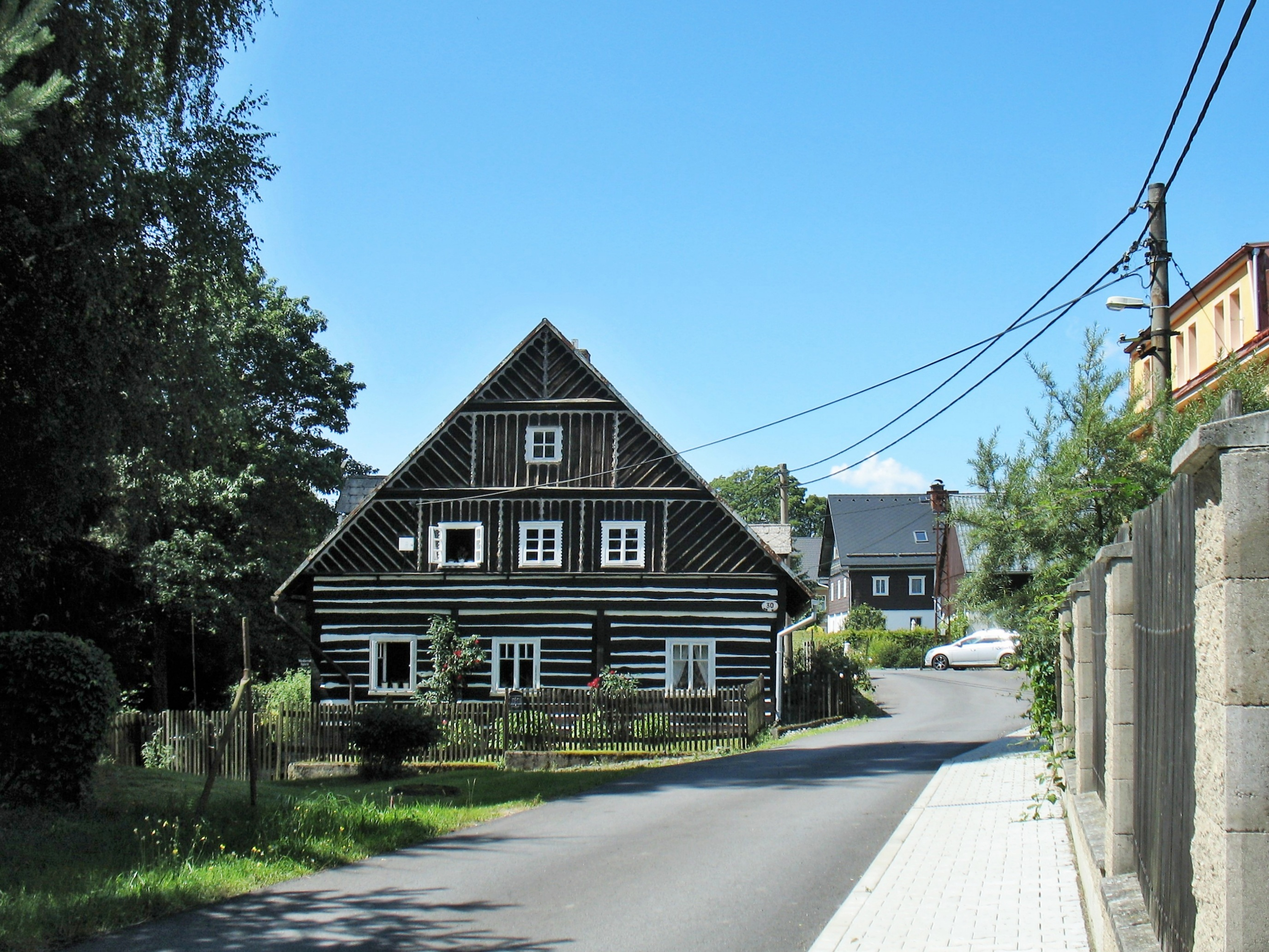
Památkově chráněný dům čp. 30
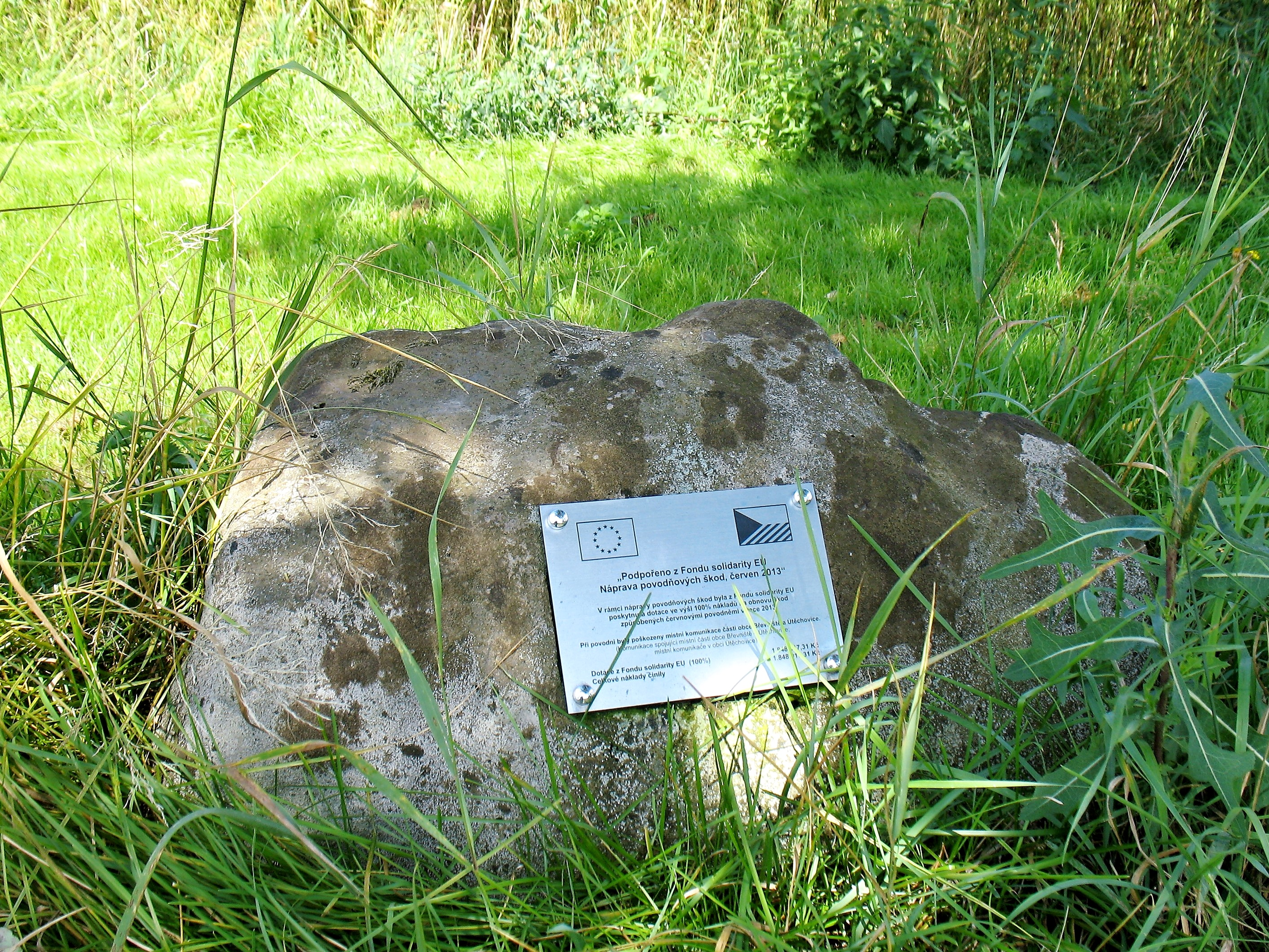
Připomínka povodní z roku 2013 u cesty z Útěchovic do Břevniště
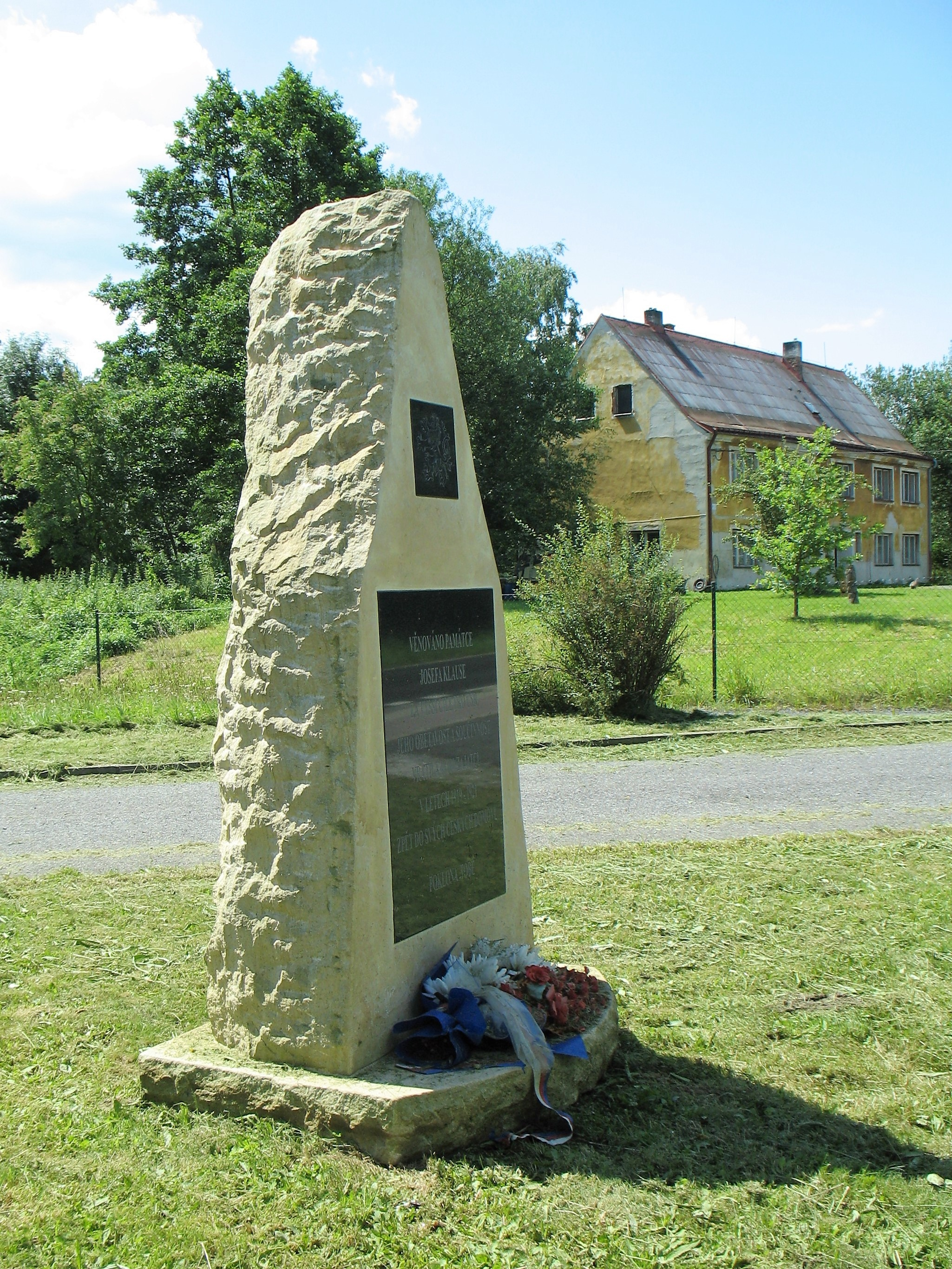
Pomník Josefu Klausovi
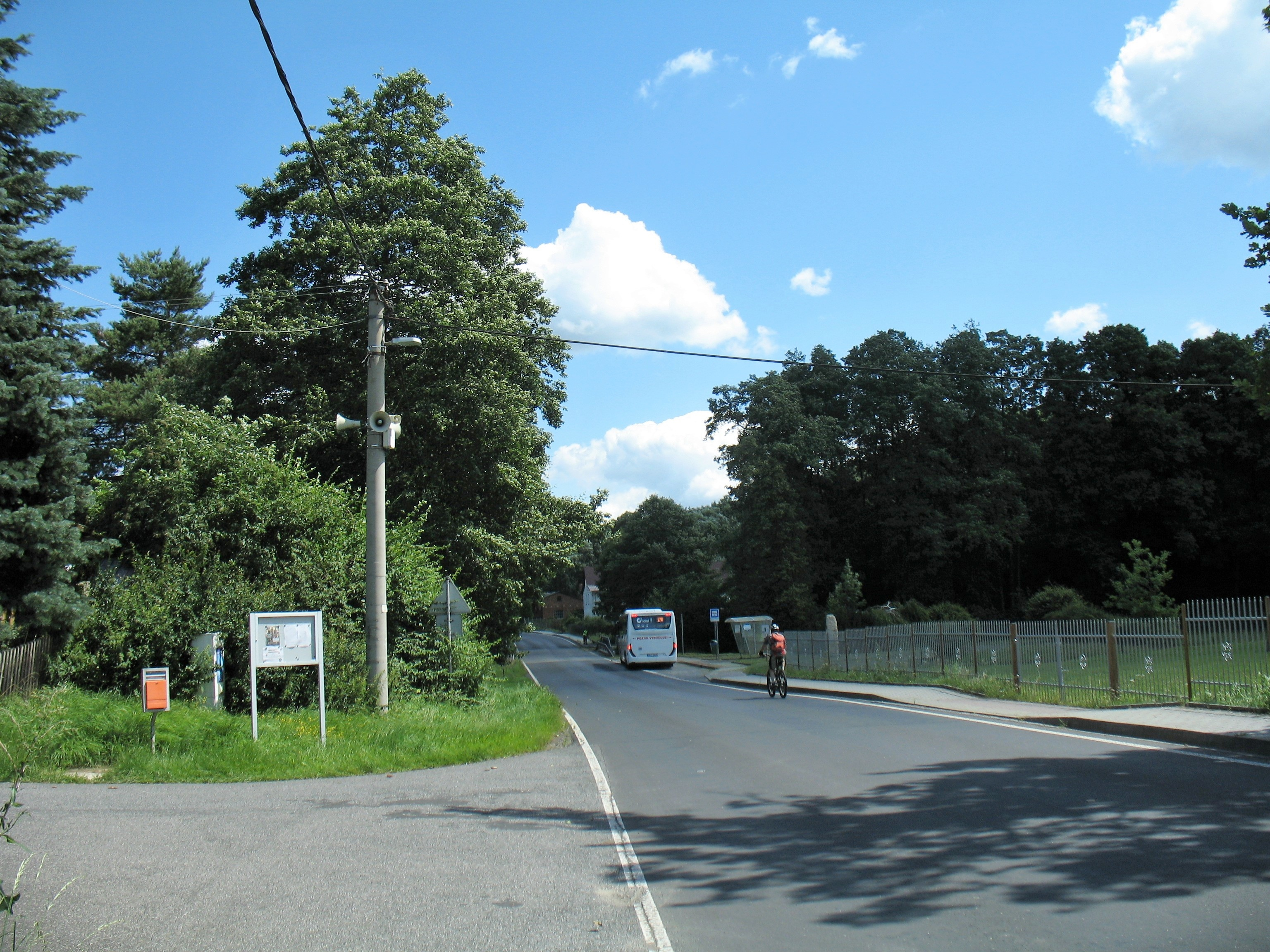
Průtah silnice II/278 středem obce
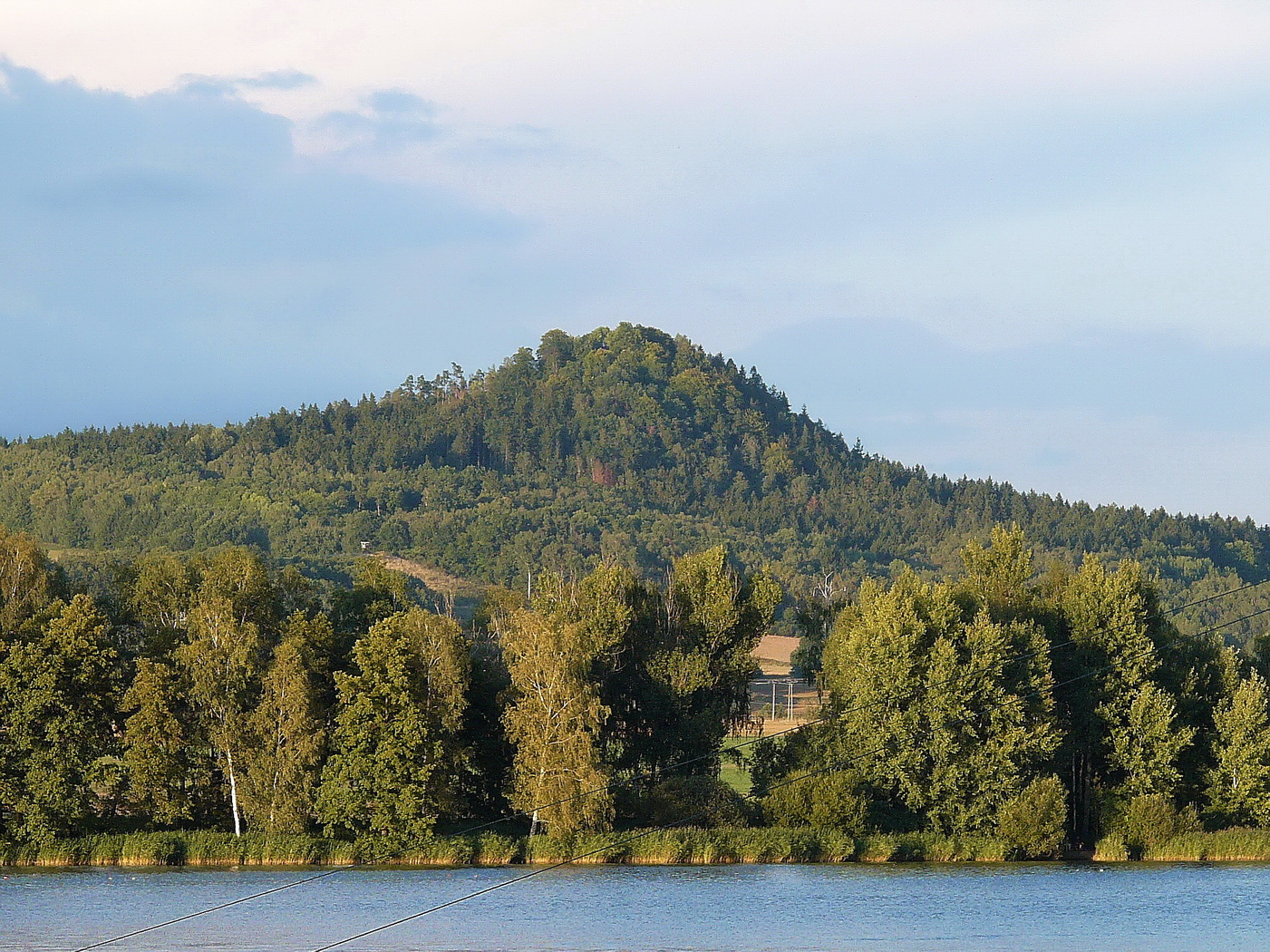
Útěchovický Špičák, nejvyšší vrchol na katastru Břevniště